# Enrico Paolo Salem
Enrico Paolo Salem (* 10. Oktober 1884 in Triest; † Juli 1948) war ein italienischer Bankier und Politiker.
Der Sohn aus einer Mischehe, zwischen einem jüdischen Vater und einer katholischen Mutter, war neben Renzo Ravenna in Ferrara vor der Einführung der Italienischen Rassengesetze einer von nur zwei faschistischen Podestas jüdischer Abstammung.

## Leben
Er wurde 1884 in Triest als Sohn eines jüdischen Vaters und einer katholischen Mutter geboren. Die väterliche Seite der Familie stammte ursprünglich aus den Niederlanden und war ein halbes Jahrhundert zuvor in die Stadt gekommen. Er wurde sowohl beschnitten als auch getauft.
Als Irredentist meldete er sich zu Beginn des Ersten Weltkriegs freiwillig zur königlichen Armee. Als glühender Nationalist trat er 1921 der Partito Nazionale Fascista bei. 1923 kaufte er das Schloss Saciletto in Ruda und ließ es nach dem Schönheitsideal der Romantik restaurieren.
1933 wurde er als Kandidat für das Amt des Podestà von Triest gewählt, da er als Bankbeamter eine Mittlerfigur zwischen den eher revolutionären Faschisten und den mit dem liberalen Establishment der Stadt verbundenen Konservativen war. Seine Ernennung zum Podestà erfolgte am 21. Oktober 1933. In der Stadt förderte er zahlreiche öffentliche Arbeiten zur Bekämpfung der Arbeitslosigkeit, zur Sanierung und Verschönerung der Stadt, darunter neue Häuser für Evakuierte, die „Tripperia“ und den „Frigorifero“ für Fleisch sowie den Großmarkt für Obst und Gemüse und erhielt deshalb den Spitznamen „podestà picòn“.
Nach seinem Rücktritt am 10. August 1938 und der Verkündung der Rassengesetze wurde er von allen Aufgaben entbunden und mit seiner Familie zunächst vom Regime verfolgt. Am 6. Dezember 1938 richtete er einen sechsseitigen Brief an das Innenministerium, in dem er sich auf seinen faschistischen Glauben und seine Zugehörigkeit zur arischen Rasse berief, wobei er sich insbesondere auf die seinem Vater 1881 verliehene italienische Staatsbürgerschaft und seine in Wien geborene arisch-katholische Mutter mit italienischer Staatsangehörigkeit berief. Das Ministerium erkannte Salem am 9. März 1939 durch einen Bescheid an die Präfektur Triest als „Nicht-Jude“ an.
Er zog zunächst nach Florenz und dann nach Rom. Während der Nazi-Besatzung wurde seinen Besitz in Triest beschlagnahmt und schließlich erneut verfolgt. Es gelang ihm jedoch, die Wechselfälle des Krieges zu überleben, und er starb im Juli 1948.
Nach seinem Tod wurde ihm eine Straße in Triest gewidmet.